# Великорожинська сільська рада
| Великорожинська сільська рада — колишній орган місцевого самоврядування у Косівському районі Івано-Франківської області з адміністративним центром у с. Великий Рожин. Водоймища на території, підпорядкованій даній раді: річка Черемош. Сільській раді були підпорядковані населені пункти: - с. Великий Рожин |

## Склад ради
Рада складалася з 18 депутатів та голови.

### Керівний склад ради
| ПІБ                       | Основні відомості                                            | Дата обрання | Дата звільнення |
| ------------------------- | ------------------------------------------------------------ | ------------ | --------------- |
| Пилип'юк Василь Федорович | Сільський голова, 1964 року народження, освіта, безпартійний | 26.03.2006   | 31.10.2010      |
| Павлюк Василь Федорович   | Сільський голова, 1964 року народження, освіта, безпартійний | 31.10.2010   |                 |

Примітка: таблиця складена за даними джерела